# Littérature estonienne

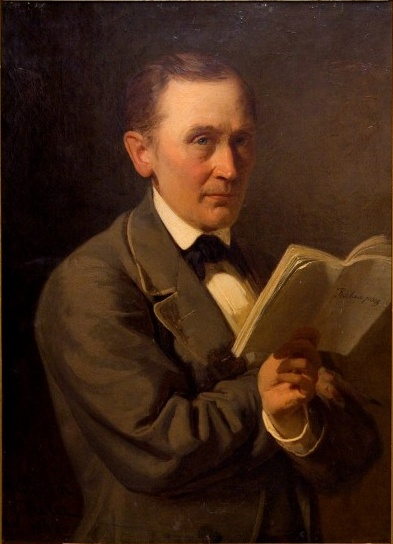
Friedrich Reinhold Kreutzwald, auteur du Kalevipoeg, épopée nationale estonienne, en 1857-1861.

La littérature estonienne, en estonien ou en Estonie, diasporas et minorités comprises, est une part de la culture de l'Estonie (1 228 000 Estoniens en 2020).
Une langue littéraire et une littérature estoniennes proprement dites apparaissent assez tard, aux XVIe et XVIIe siècles, mais prennent leur essor au XIXe siècle alors qu'une identité nationale apparaît peu à peu et que la région aspire à l'indépendance politique : en témoigne la rédaction de l'épopée nationale, le Kalevipoeg, par Kreutzwald. Bien qu'en partie entravée par l'histoire politique troublée du pays, qui connaît plusieurs occupations totalitaires (nazie puis soviétique) peu propices à l'épanouissement de sa culture, la littérature d'Estonie poursuit son développement et devient d'autant plus vivace après le retour à l'indépendance politique et l'entrée dans l'Union européenne.

## Origines
L'estonien, langue non indo-européenne, est finno-ougrienne, de même que le finnois et le hongrois.
L'estonien existe d'abord en littérature orale : contes, légendes, chansons, récits, discussions, sermons.
Dès le Moyen-Âge, la minorité dominante est constituée de Germano-Baltes.
L’estonien littéraire naît tardivement, entre les 16e et 17e siècles. Il est surtout utilisé par des pasteurs allemands pour transmettre la littérature religieuse. Le plus ancien livre en estonien est le catéchisme de Wanradt et Köll, publié en 1535 à Wittenberg, donc inspiré par la Réforme protestante.

## 18esiècle
Le 18e siècle voit la naissance de la littérature nationale. La langue écrite se répand par les almanachs et journaux, colportés jusqu’au fond des campagnes. La littérature est alors composée de récits imités d’œuvres allemandes.
- Heinrich Stahl (de) (1600-1657), pasteur
- Reiner Brockmann (de) (1609–1647)
- Johann Hornung (de) (1660-1715)
- Bengt Gottfried Forselius (de) (1660-1688)
- Käsu Hans (et), sacristain, actif vers 1708-1715, auteur d'un présumé premier texte littéraire en estonien, une lamentation en vers sur la destruction de Tartu
- Anton Thor Helle (de) (1683–1748)
- Friedrich Wilhelm Willmann (et) (1746-1819) adaptateur d'ouvrages de langue allemande
- Friedrich Gustav Arvelius (de) (1753-1806)
- Otto Wilhelm Masing (de) (1763–1832)
- Peter August Friedrich von Manteuffel (de) (1768-1842), adaptateur d'ouvrages de langue allemande.

## 19esiècle
À partir de 1820, Kristjan Jaak Peterson (1801-1822) est à l’origine de la poésie estonienne moderne.
Dans les années 1850, à la suite des mouvements nationaux et romantiques, la littérature connaît un véritable essor, avec notamment la redécouverte du folklore national, principalement grâce au travail de collecte de Friedrich Robert Faehlmann (1798-1850), à l'origine de la rédaction de l’épopée nationale, le Kalevipoeg, composée par Friedrich Reinhold Kreutzwald (1803-1882), publiée entre 1857 et 1861 (voir L'Homme de Bois et la Femme d'Écorce, un conte typiquement estonien) dans les publications de la Société savante estonienne. L'édition populaire a été publiée en 1862 en Finlande.
À cette période, entre 1860 et 1885 (L'Ére du Réveil), la nation estonienne prend conscience d’elle-même (chorales, théâtres, associations), et la littérature se développe rapidement. La poésie est un genre particulièrement vivace (et le reste aujourd’hui), symbolisée à cette époque par l’une des grandes poétesses de ce pays, Lydia Koidula (1843-1886).
Le premier journal estonien est fondé en 1857 par Johann Voldemar Jannsen (1819-1890).
Comme dans le reste de l’Europe, la fin du XIXe siècle voit le développement d’une littérature réaliste, en particulier avec Eduard Vilde (1865-1933) : Vers les terres froides (1895), La guerre de Mahtra (1902), Le prophète Maltsvet (1905), Le laitier de Mäeküla (1916).
D'autres écrivains animent cette fin de siècle :
- August Kitzberg (en) (1855-1927), dramaturge
- Karl Eduard Sööt (en) (1862-1950), poète
- Anna Haava (1864-1957), poétesse
- Juhan Liiv (1864-1913), journaliste, poète, Vari (L'ombre, 1894)
- Ernst Peterson-Särgava (de) (1868-1958), romancier, nouvelliste

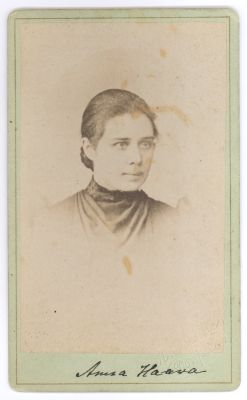
Anna Haava
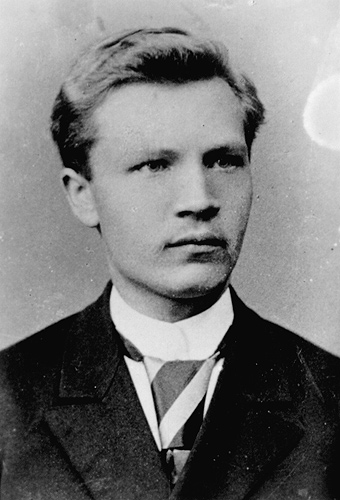
Juhan Liiv
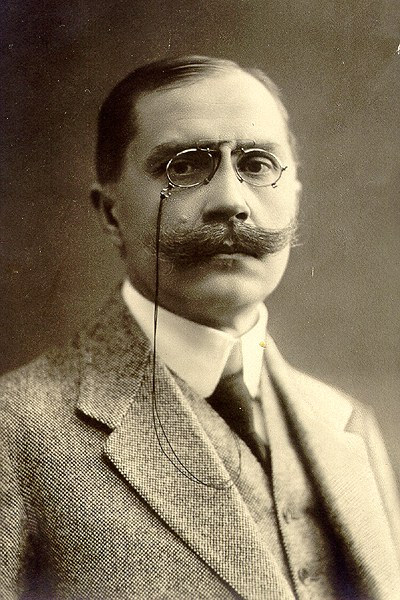
Eduard Vilde (1911)

## 20esiècle
Peu après, la littérature s’ouvre de plus en plus aux courants occidentaux, avec le groupe des Jeunes Estoniens (Noor-Eesti).
Dans ce contexte émerge l’une des figures estoniennes les plus connues à l’étranger, celle de la poétesse Marie Under. Les années vingt voient le retour du réalisme, avec Anton Hansen Tammsaare. La période de l’entre-deux-guerres, celle de l’indépendance, contraste fortement avec la suivante, celle de l’exil pour les uns, de la déportation en Sibérie pour les autres. La littérature estonienne en exil demeure très vivace, pour preuve les 2 600 volumes en estonien qui sont parus entre 1945 et nos jours.
En Estonie devenue soviétique, la littérature « bourgeoise » est brûlée, interdite, censurée, etc. Un certain renouveau se déclare après la mort de Staline, avec les débuts de grands auteurs comme Viivi Luik et Jaan Kaplinski, mais surtout le monument vivant Jaan Kross qui est publié chez Robert Laffont. Il est l'auteur notamment du Fou du Tzar (1978), prix du meilleur livre étranger 1989. « Ses romans, aujourd'hui traduits en de nombreuses langues, font revivre pour la plupart des figures importantes de l'Histoire estonienne ou des Estoniens ayant atteint dans leur domaine une certaine notoriété internationale » comme le baron balte Timotheus von Bock du Fou du Tzar.
- Anton Hansen Tammsaare (1878-1940), romancier, Vérité et Justice
- Mait Metsanurk (en) (1879-1957), romancier
- Hugo Raudsepp (1883-1952), journaliste, éditorialiste, écrivain, dramaturge
- Gustav Suits (1883-1956), poète
- Marie Under (1883-1980)
- Oskar Luts (1886-1953), romancier, littérature pour enfants
- Karl Ast (en) ou Karl Rumor (1886-1971)
- Friedebert Tuglas (1886-1971), nouvelliste, critique, romancier
- Henrik Visnapuu (1890-1951), poète, dramaturge, critique
- Johannes Vares Barbarus (1890-1946), poète, médecin
- August Gailit (1891-1960), nouvelliste, romancier
- Johannes Semper (1892-1970), poète, prosateur, traducteur
- Peet Vallak (de) (1893-1959)
- Mouvement littéraire Siuru (1917-)
- Mouvement littéraire Tarapita (en) (1921-1922)
- Eesti Kirjanike Liit (EKL, 1922), Union professionnelle des Écrivains et Critiques littéraires estoniens
- Revue littéraire Looming (1923-)
- August Mälk (1900-1987), romancier, nouvelliste, dramaturge
- Heiti Talvik (de) (1904-1947)
- Betti Alver (1906-1989), poétesse
- Aadu Hint (de) (1910-1989), romancier, Tuuline rand (Les côtes venteuses, 1951)
- Bernard Kangro (en) (1910-1994)
- Karl Ristikivi (de) (1912-1977), romancier, Hingede öö (1953)
- Kersti Merilaas (1913-1986), poétesse, traductrice
- August Sang (en) (1914-1969), poète, traducteur
- Minni Nurme (1917-1994)
- Kalju Lepik (1920-1999), poète, journaliste
- Jaan Kross (1920-2007), romancier, nouvelliste
- Ilmar Laaban (1921-2000), poète
- Arved Viirlaid (de) (1922-2015), romancier
- Juhan Smuul (1922-1971), prosateur
- Artur Alliksaar (1923-1966), poète
- Ilmar Jaks (de) (1923-), nouvelliste
- Ain Kaalep (1926-), poète, traducteur
- Ivar Ivask (de) (1927-1992), poète
- Helga Nõu (1934-), romancière, Paha poiss (Un vilain garçon, 1973)
- Mats Traat (de) (1936-), poète
- Hando Runnel (de) (1938-), poète
- Andres Ehin (de) (1940-2011), poète, traducteur, nouvelliste
- Jaan Kaplinski (1941-), intellectuel, romancier, poète, traducteur, essayiste
- Paul-Eerik Rummo (1942-), poète, dramaturge, traducteur
- Viivi Luik (1946-), poétesse, romancière, essayiste

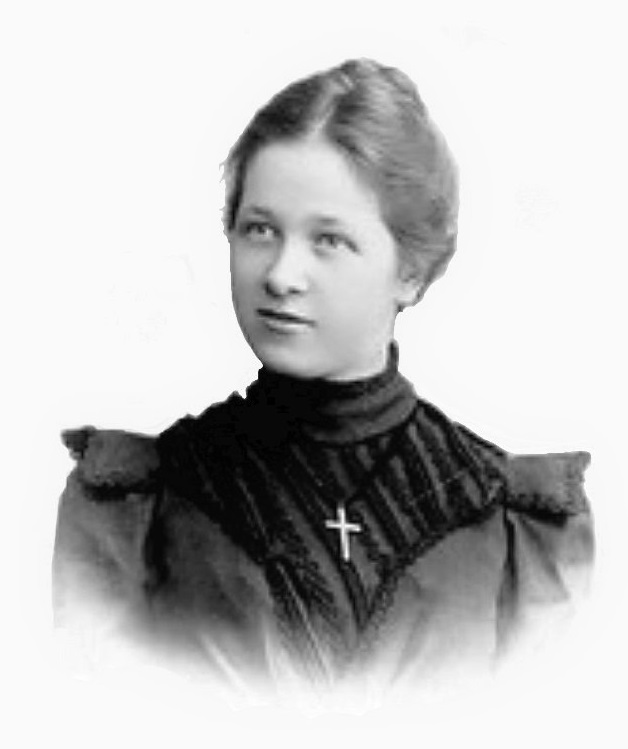
Marie Under
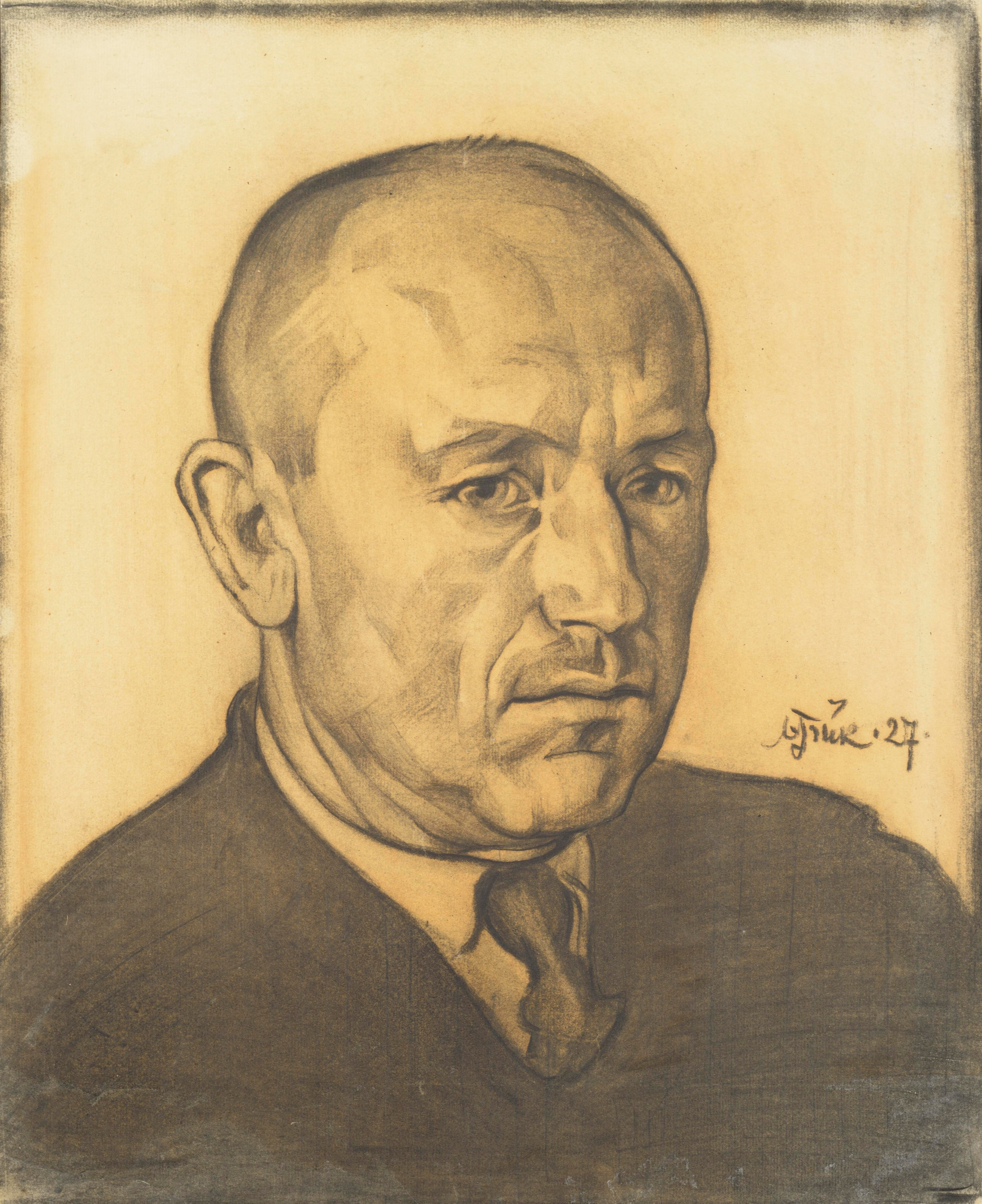
Anton Hansen Tammsaare
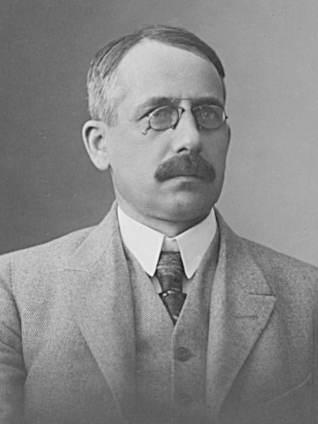
Gustav Suits
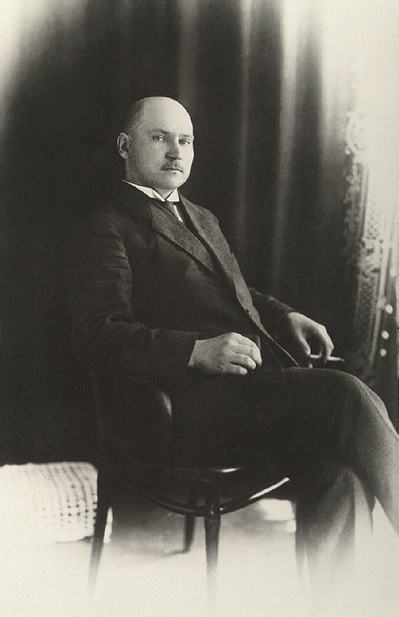
Oskar Luts
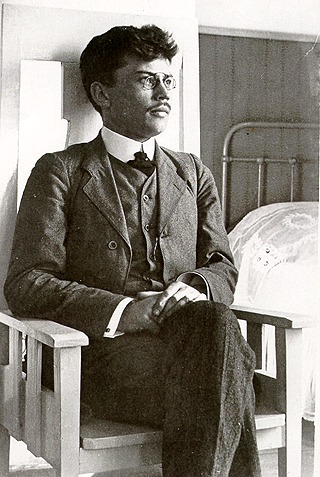
Friedebert Tuglas

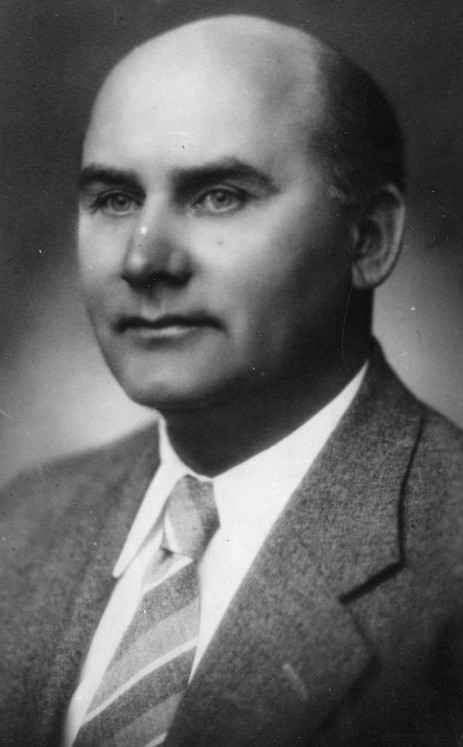
Johannes Vares
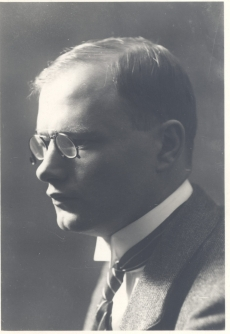
August Gailit
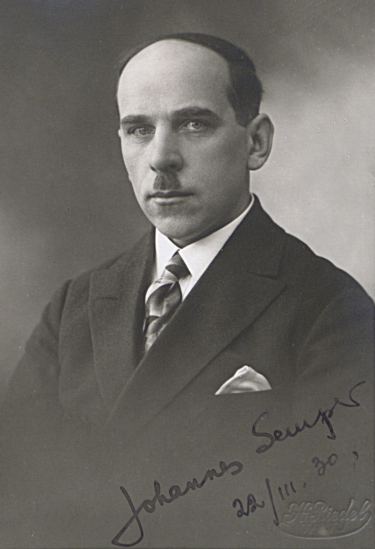
Johannes Semper
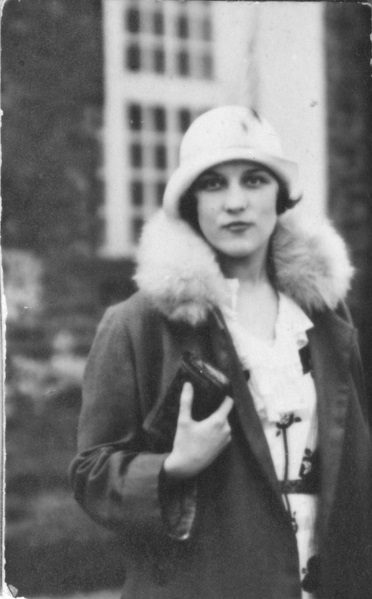
Betti Alver
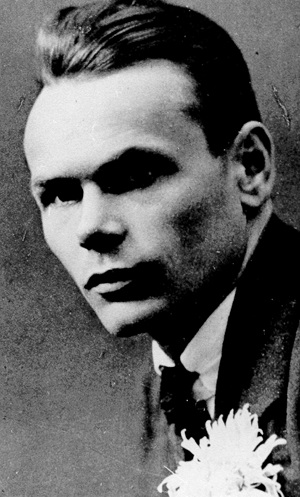
Henrik Visnapuu
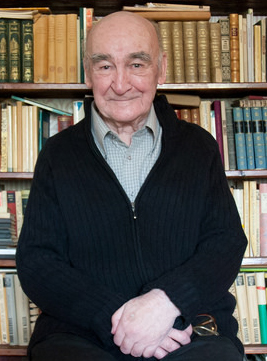
Ain Kaalep

## Fin du20eau début du21esiècle
Après le retour à l’indépendance, l’Estonie libre retrouve une belle vitalité littéraire, marquée par l’émergence de nombreux jeunes auteurs, comme Tõnu Õnnepalu (1962-), en particulier grâce aux généreuses subventions de la Fondation pour la culture.
- Jaan Kross (1920-2007), romancier, Le Fou du Tsar (1978)
- Raimond Kaugver (de) (1926-1992), romancier, nouvelliste, dramaturge
- Heino Kiik (de) (1927-2013), romancier
- Arvo Valton (de) (1935-), prosateur, nouvelliste
- Mats Traat (de) (1936-), romancier
- Enn Vetemaa (1936-2017), poète
- Nikolai Baturin (de) (1936-), poète, romancier
- Rein Saluri (de) (1939-), nouvelliste, dramaturge
- Vaino Vahing (de) (1940-2008), nouvelliste, psychiatre
- Jaan Kruusvall (de) (1940-2012), nouvelliste
- Mati Unt (de) (1944-2005), romancier, Sügisball (Bal d'automne, 1979)
- Ene Mihkelson (de) (1944-2017), poétesse, traductrice
- Toomas Vint (de) (1944-), nouvelliste, peintre
- Viivi Luik (1946-), poétesse, romancière, essayiste
- Juhan Viiding (de) (1948-1995), poétesse, comédienne
- Indrek Hirv (de) (1956-), poète, traducteur, artiste
- Ülo Mattheus (de) (1956-), romancier, journaliste
- Doris Kareva (1958-) poétesse, traductrice
- Rein Raud (de) (1961-)
- Tõnu Õnnepalu Emile Tode (1962-), Piiririik (Pays frontière, 1993)
- Hasso Krull (1964-), poète, traducteur, essayiste
- Andrus Kivirähk (1970-), L'Homme qui savait la langue des serpents, Les Groseilles de novembre, Le Papillon
- Indrek Hargla (1970-)
- Kaur Kender (en) (1971-)
- Sass Henno (en) (1982-)

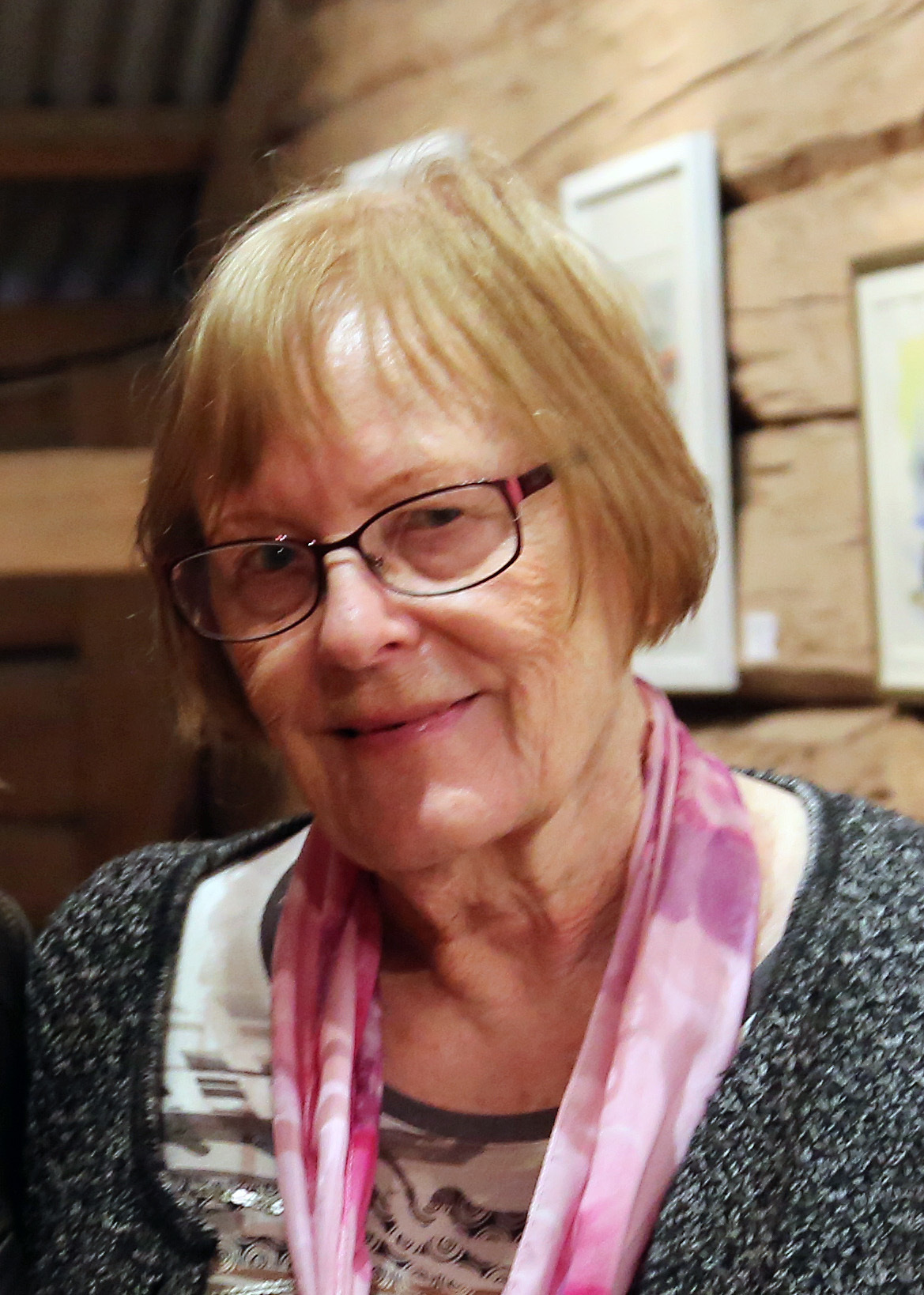
Helga Nõu
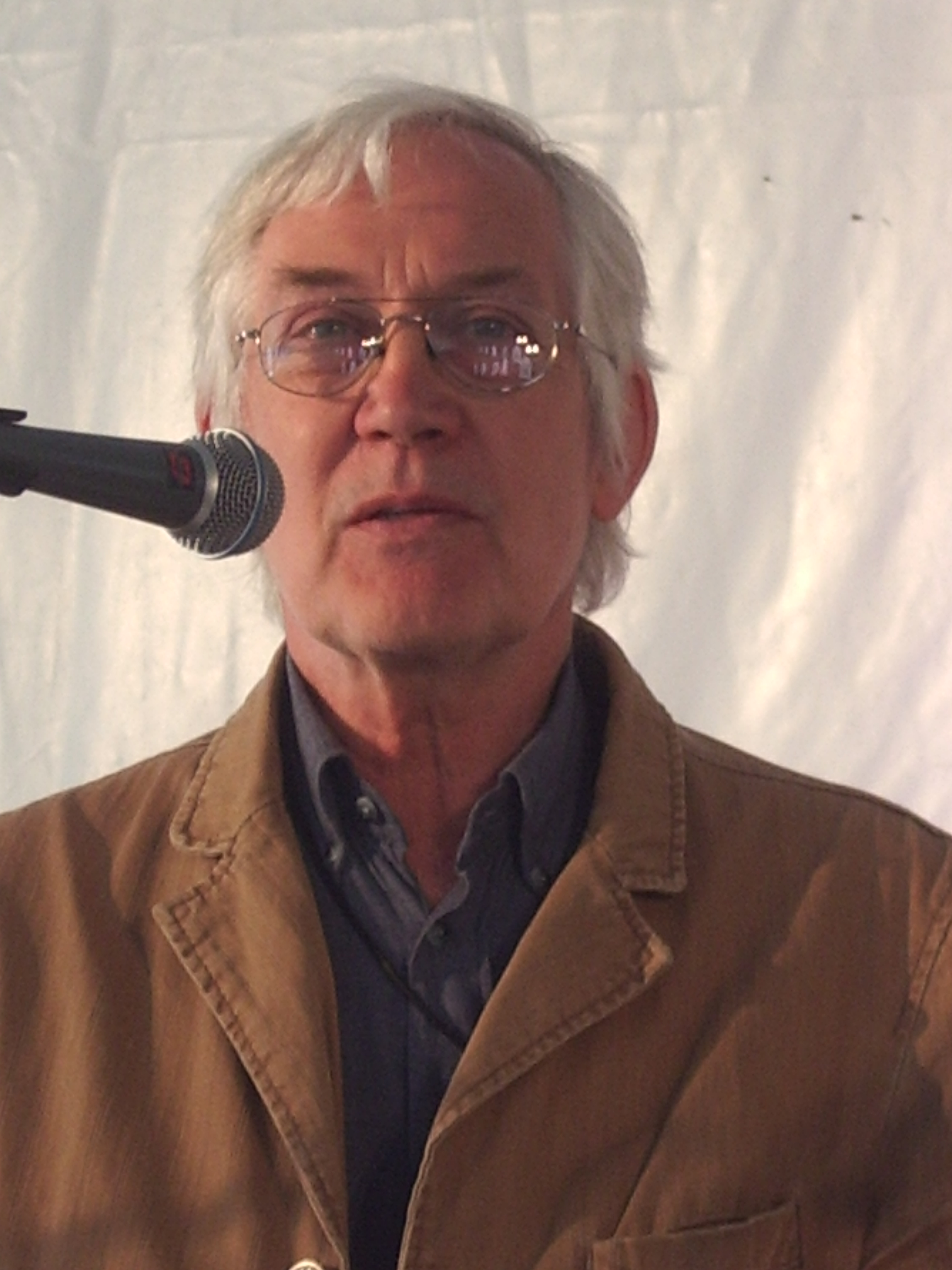
Jaan Kaplinski
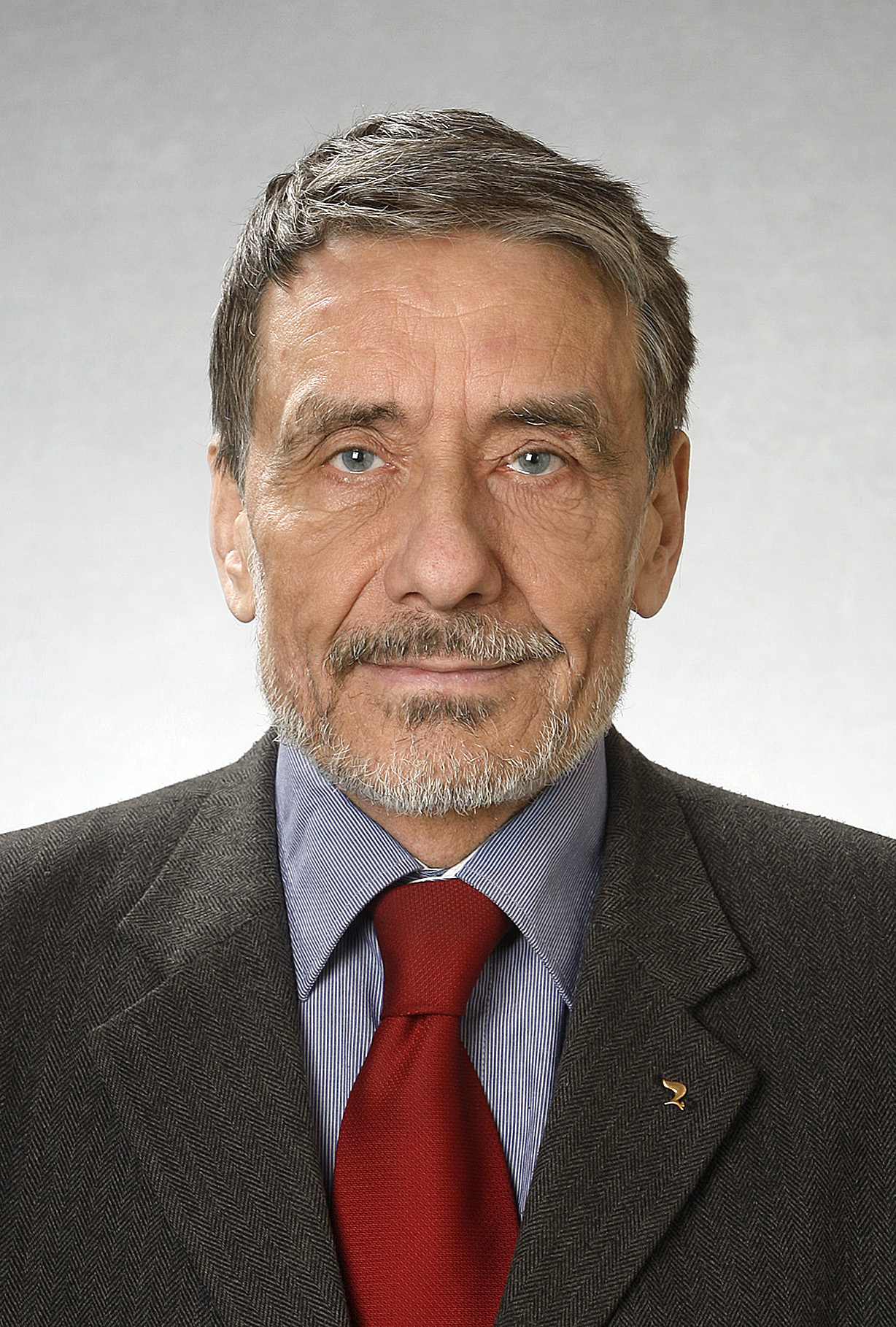
Paul-Eerik Rummo
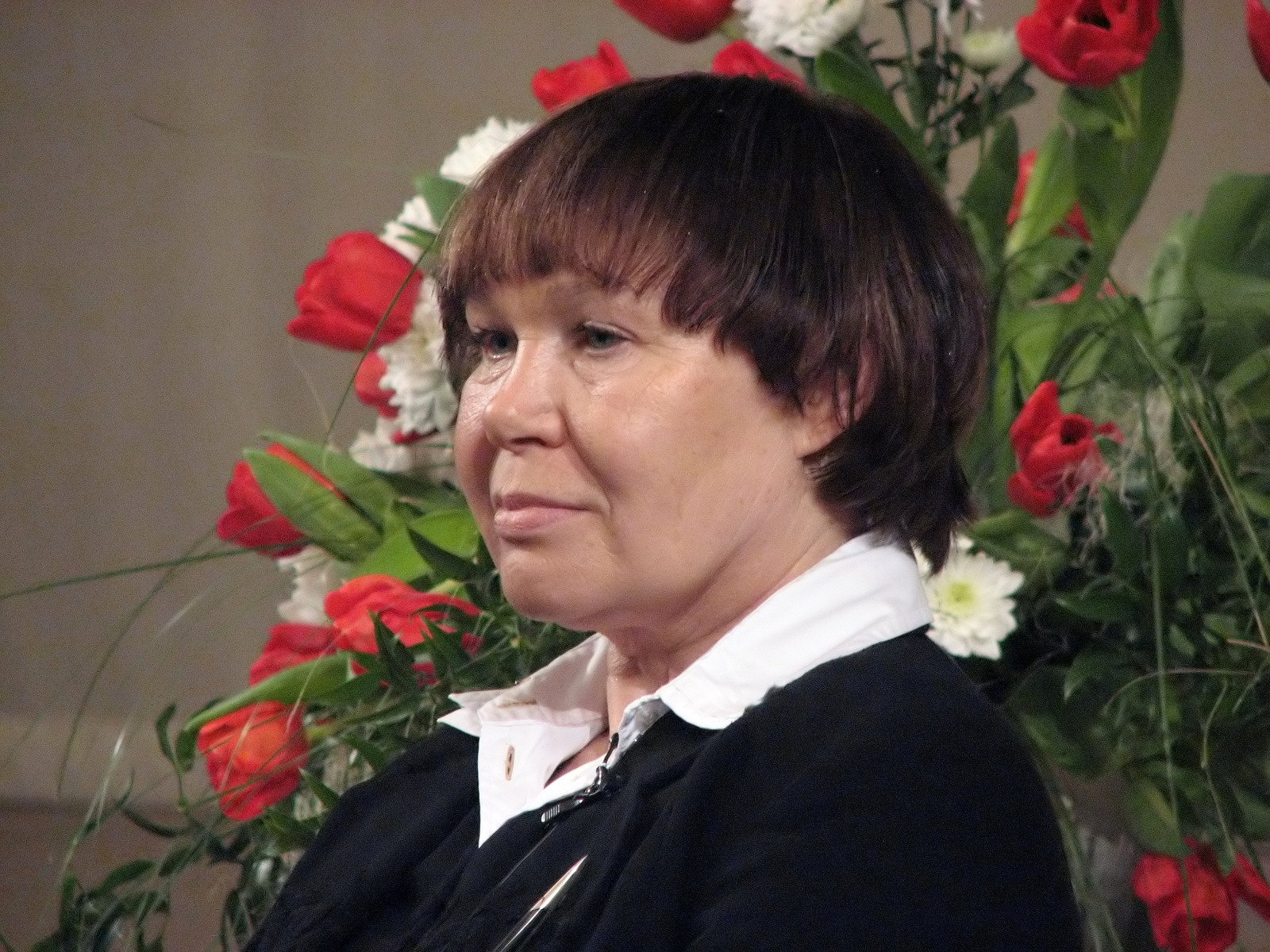
Viivi Luik
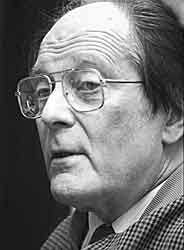
Jaan Kross
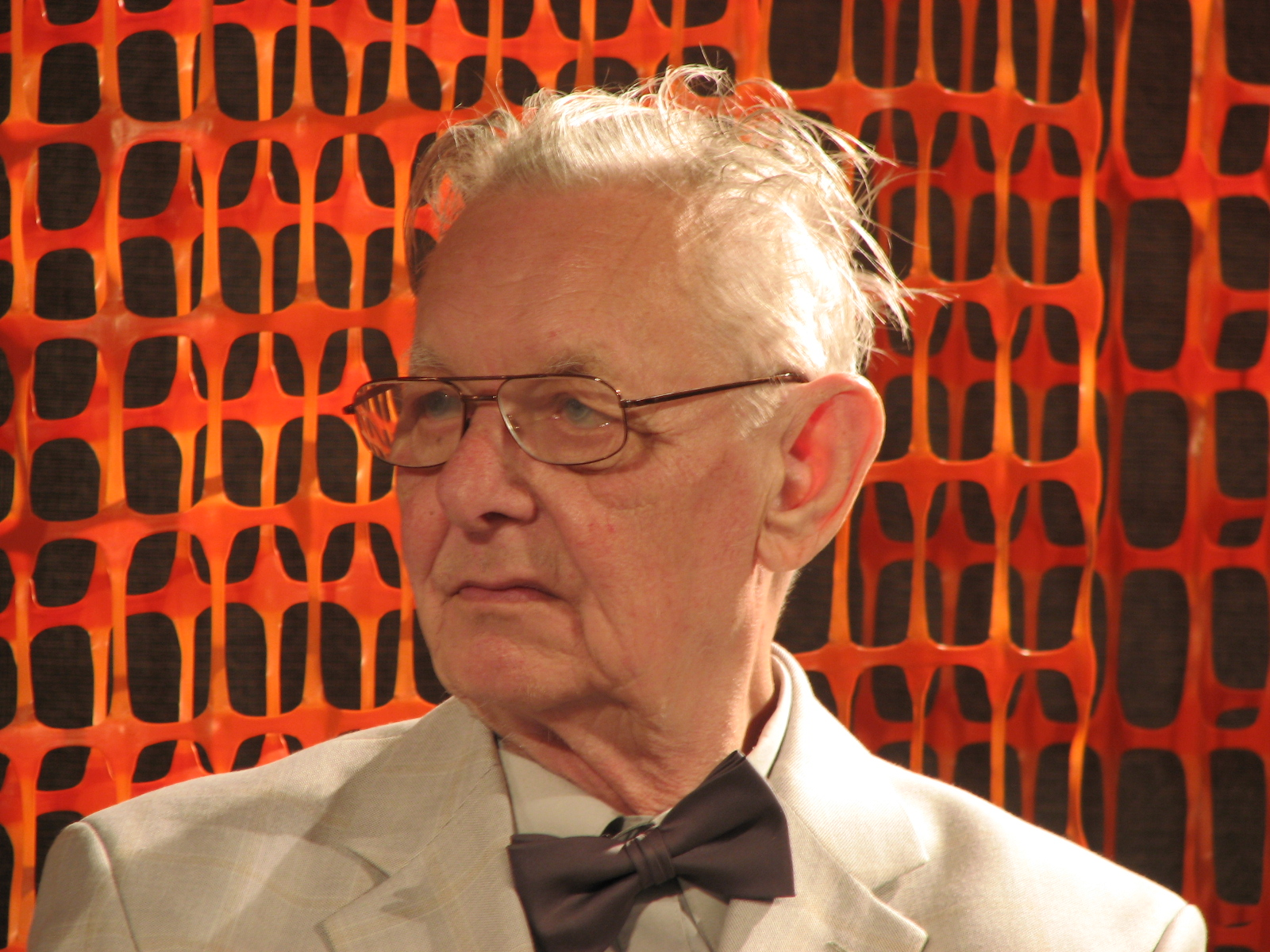
Enn Vetemaa

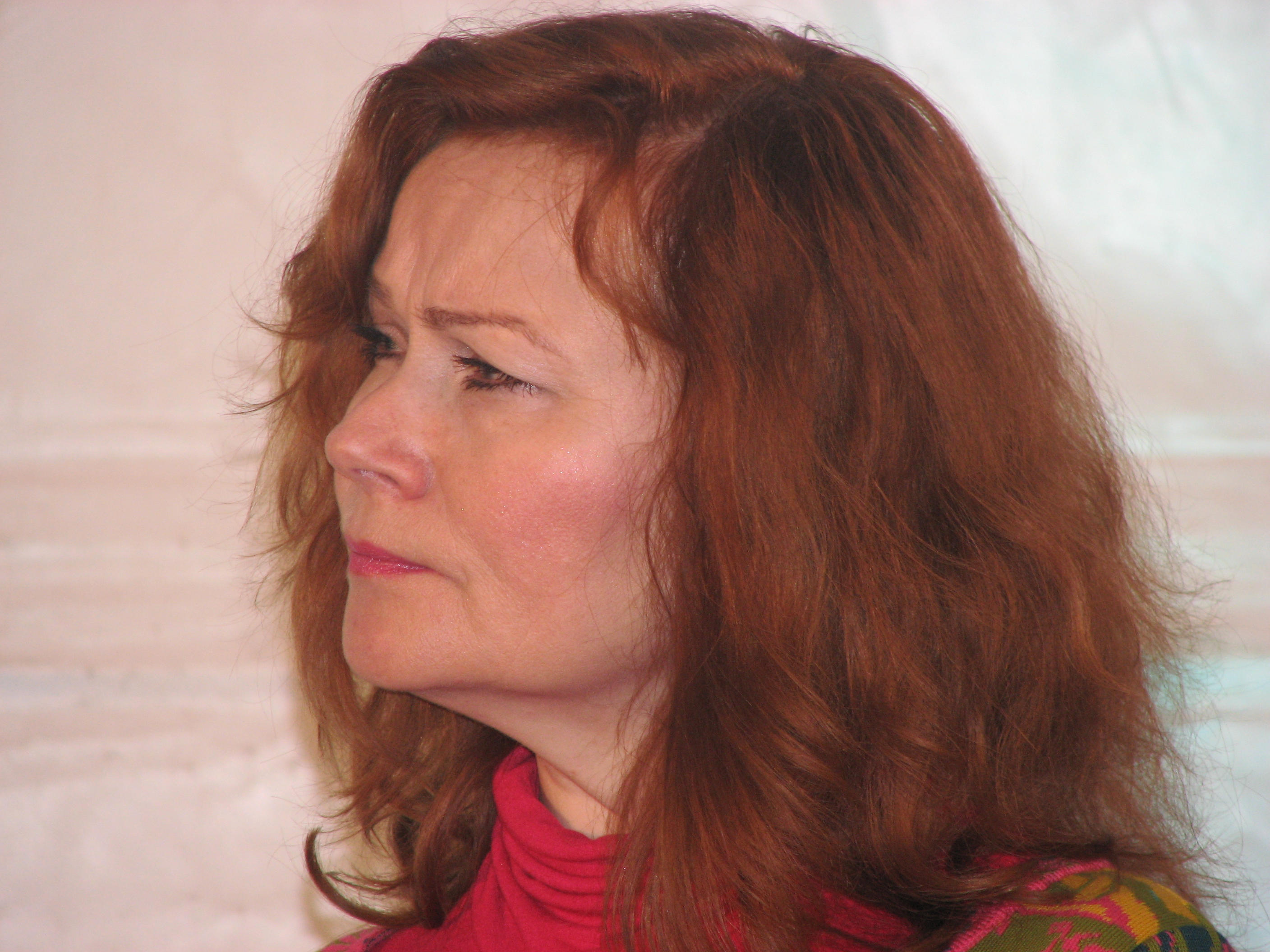
Doris Kareva
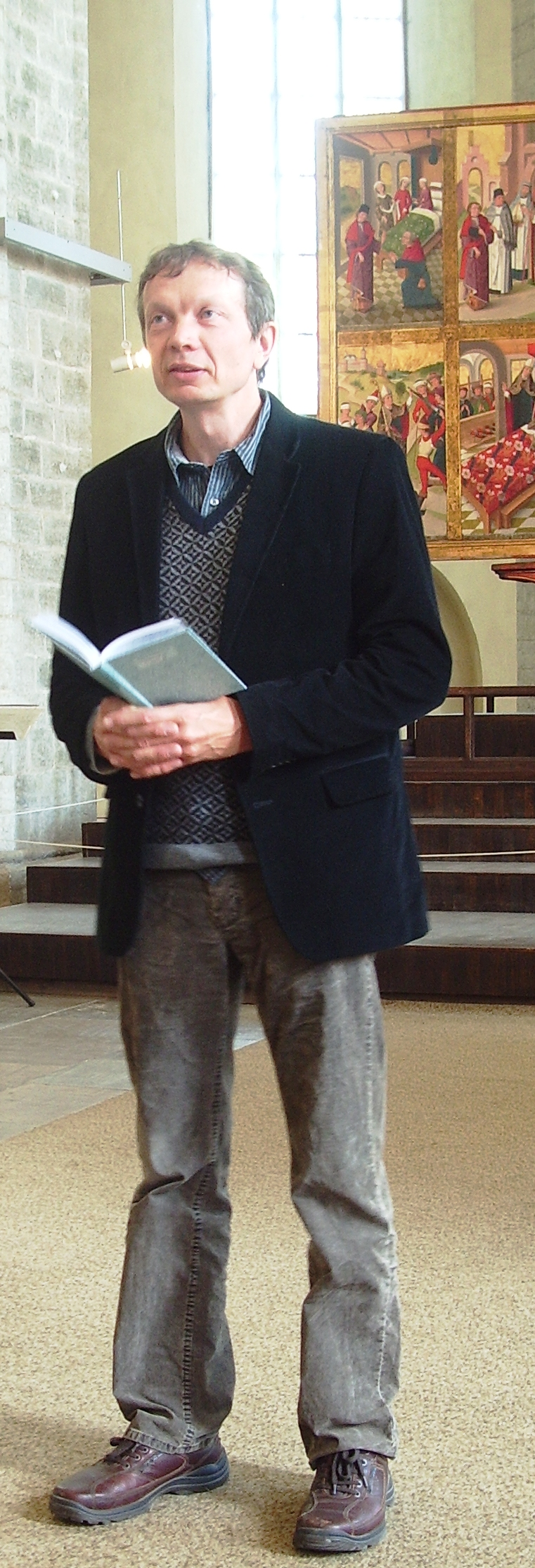
Tõnu Õnnepalu
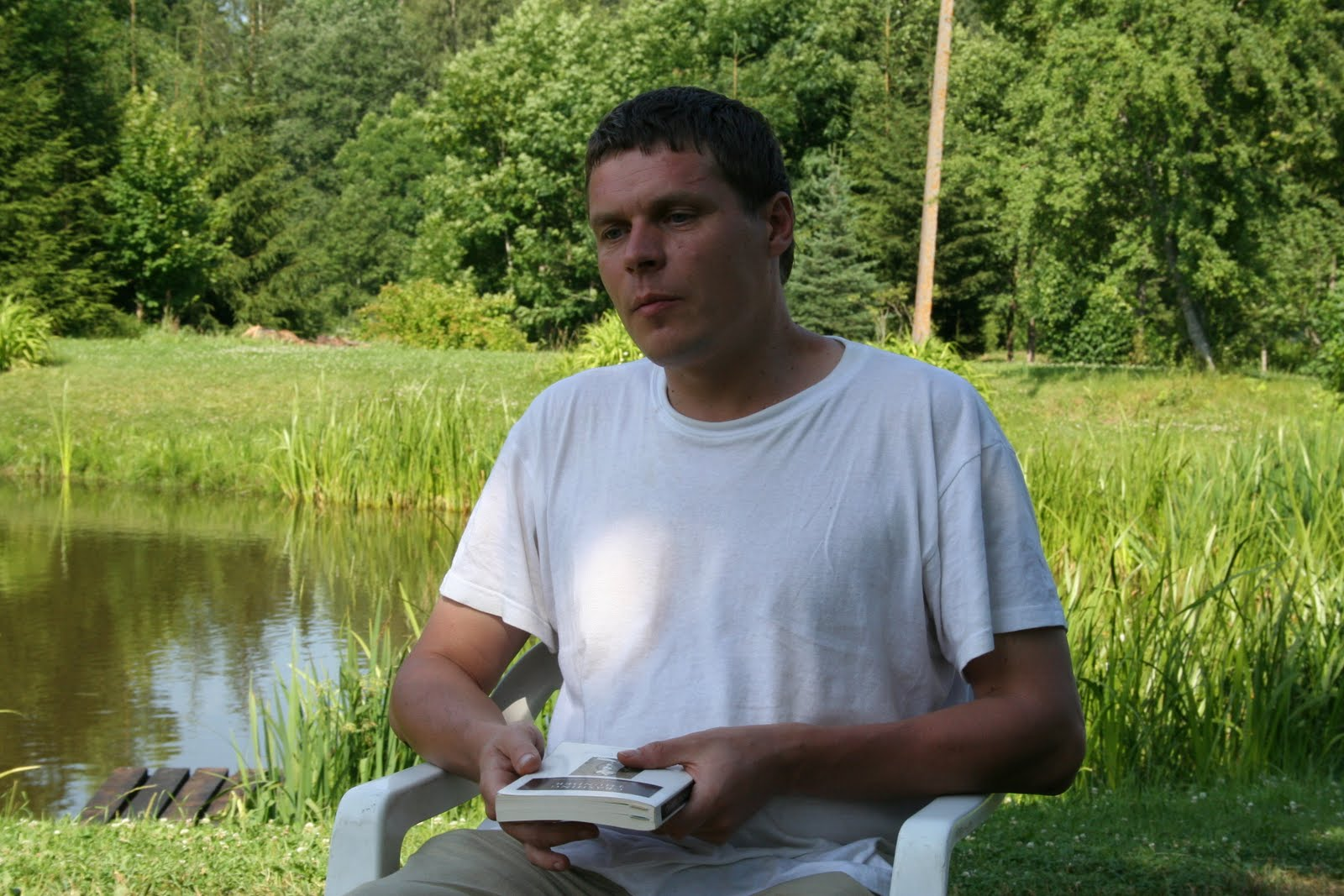
Hasso Krull
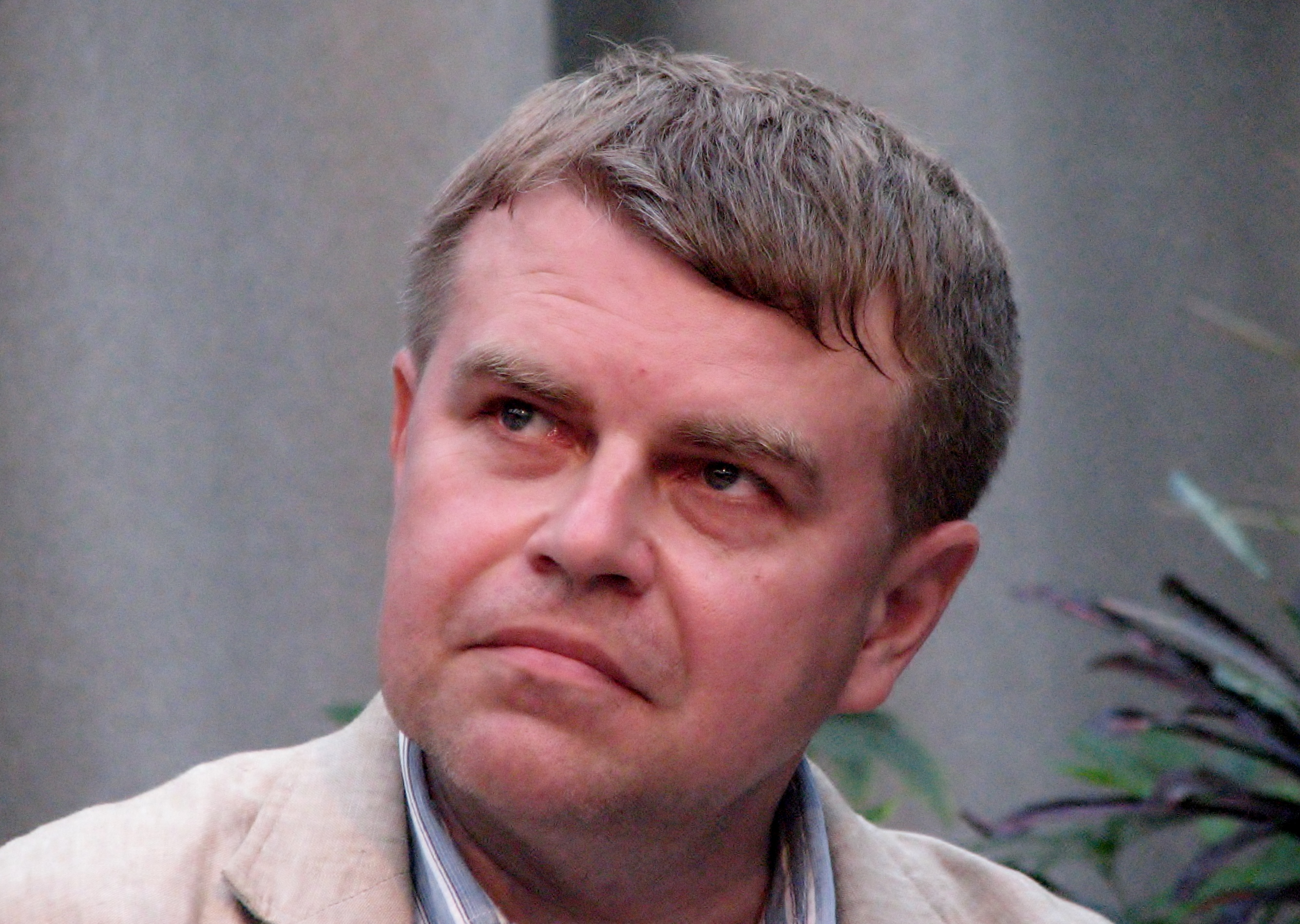
Andrus Kivirähk
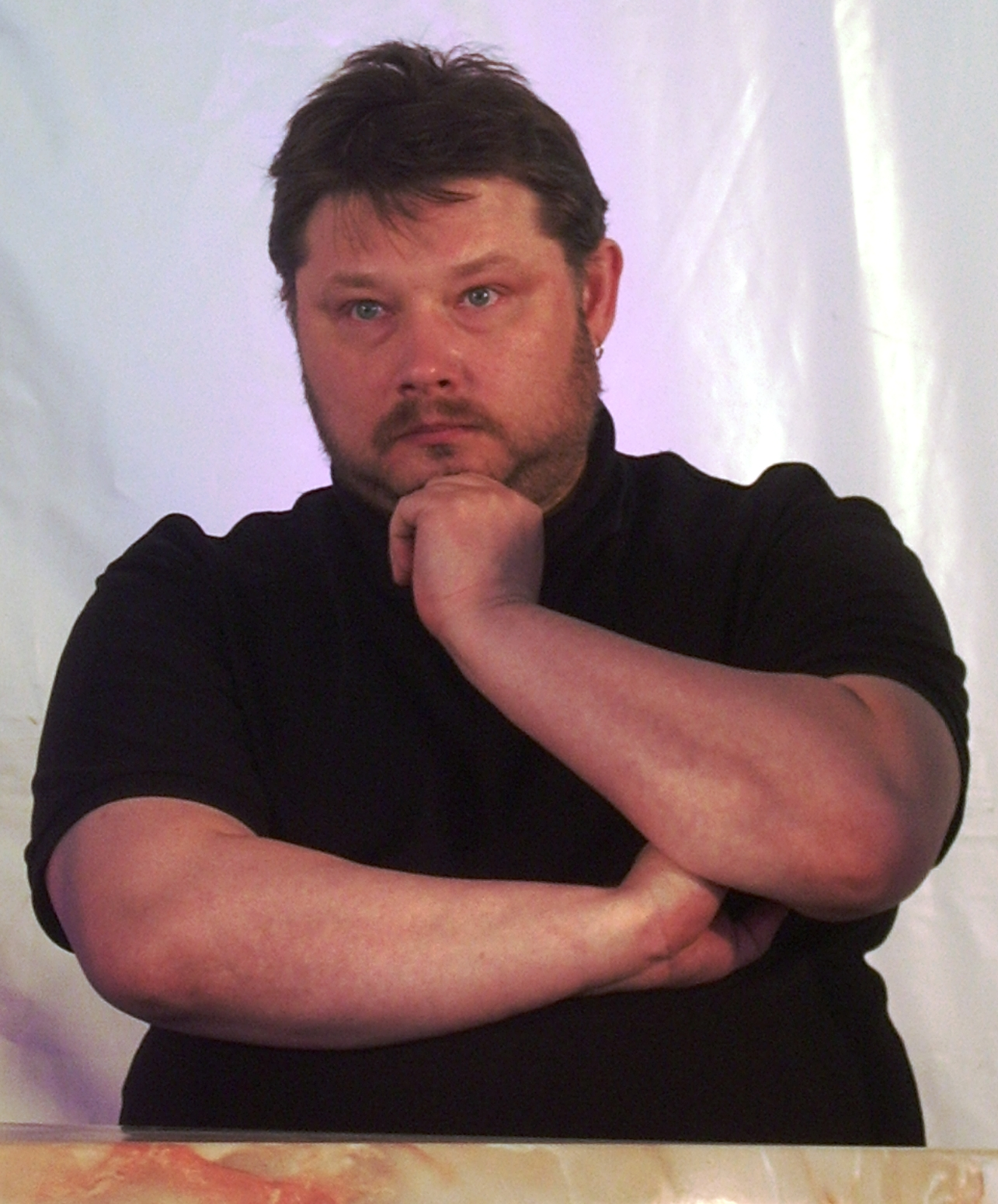
Indrek Hargla

## Nouvelles
La nouvelle est sans doute le genre le plus réputé en Estonie, pour des raisons autant esthétiques qu'historiques. Le Prix Friedebert-Tuglas est réservé aux nouvelles. Une anthologie de nouvelles estoniennes récentes, traduites, est Les hirondelles (2002, P.U. de Caen)
- 1870 : Lydia Koidula (1843-1886)
- 1880 : Eduard Bornhöhe (1862-1923), Andres Saal (1861-1931)
- 1890 : Juhan Liiv (1864-1913), Eduard Vilde (1865-1933)
- 1900 : Ernst Särgava (1868-1958), August Kitzberg (1855-1927)
- 1910 : Friedebert Tuglas (1886-1971)
- 1920-1940 : August Gailit (1891-1960)
- 1950 : Elmar Jaks (1923-), Juhan Smuul (1922-1971), Lilli Promet (1922-)
- 1960 : Mati Unt, Arvo Valton (1935), Mats Traat (1936), Vaino Vahing (1940), Toomas Vint (1944), Mari Saat (1947), Rein Saluri, Jaan Kruusvall
- 1970 : Jan Kroos (1920), Jüri Tuulik (1940), Jaan Kaplinsky (1941), Teet Kallas (1943), Mati Unt (1944), Eeva Park (1950)
- 1980 : Mikhel Mutt (1953), Ülo Matthews, Toomas Raudam, Maimu Berg (1945)
- 1990 : Peeter Sauter, Kerttu Rakke (1971), Jüri Ehlvest (1967), Andrus Kivirähk (1970), Ervin Öunapuu (1956), Mehis Heinsaar (1973), Indrek Hargla (1970), Matt Barker…

## Théâtre
Le théâtre en Estonie (en), pour l'essentiel, aurait comme origine la création à Tallinn en 1784 par August von Kotzebue d'une troupe de théâtre amateur à destination du public germano-balte, puis en 1795 la création de la première compagnie théâtrale professionnelle (avec sa salle), le Reval German Theatre (en) (Théâtre allemand de Tallinn, devenu Tallinna saksa teater de 1910 à 1939), à la place de l'actuel Théâtre dramatique d'Estonie. Le public est alors progressivement allemand, letton, russe, tout comme le répertoire. Honte à ceux qui veulent tromper est la première pièce à être présentée, en 1819.
La poétesse Lydia Koidula (1843-1886) est considérée comme la « fondatrice du théâtre estonien » à travers ses activités théâtrales à la Société culturelle Vanemuine (en) (en estonien : Selts Vanemuise), une société fondée par les Jannsen à Tartu en 1865 pour promouvoir la culture estonienne. Lydia Koidula est la première à écrire des pièces originales en estonien et à aborder les aspects pratiques de la mise en scène et la production. Le premier succès serait Saaremaa Onupoeg (le cousin de Saaremaa) en 1870. La compagnie se professionnalise, et un nouveau bâtiment est érigé en 1906 : Théâtre de Vanemuine.
Le premier théâtre à la campagne date de 1882 à Toila, sous la direction d'Abram Simon.
La Société estonienne de musique et de théâtre de Tallinn (1906), devenue l'Académie estonienne de musique et de théâtre en 1918. L'Opéra national estonien (1865) est hébergé par le Théâtre d'Estonie (1913).
Dans les années 1920, fonctionnent un théâtre ouvrier (amateur) à Tallinn, ainsi qu'un théâtre expressionniste (amateur, autour d'August Bachmann), et des théâtres s'ouvrent à Viljandi et Narva. Jusqu'aux années 1930, le théâtre se professionnalise.
À l'époque soviétique, sont créés le théâtre Rakvere (en), le théâtre russe de Tallinn (Vene Teater) théâtre dramatique russe, le Théâtre de marionnettes (NUKU) et le théâtre de la jeunesse (devenu Théâtre de la ville de Tallinn).
Voldemar Panso (en) (1920-1977) est pendant 20 ans une figure remarquable du théâtre estonien, comme acteur, metteur en scène, directeur et formateur.
Un Lexique biographique du théâtre estonien (et) (ETBL) est publié en 2000.

## Œuvres
- Kalevipoeg, épopée nationale estonienne
- Monumenta Estoniae Antiquae (en), recueil de chants populaires estoniens
- Calendrier des premières publications estoniennes (en)
- Archives du folklore estonien (en)
- Une anthologie de nouvelles récentes traduites : Les hirondelles (2002, P.U. de Caen)
- Le Garde forestier (conte)

## Auteurs
- Écrivains estoniens, Liste d'écrivains estoniens, Poètes estoniens

## Institutions
- Société savante estonienne (en) (depuis 1838)
- Eesti Kirjameeste Selts (en) (1871-1893)
- Musée de la littérature estonienne (1940)
- Eesti Kirjanike Liit (EKL, Union des écrivains estoniens, 1922-1941, puis depuis 1991)
- Bibliothèque nationale d'Estonie (1918)
- Archives nationales d'Estonie (en) (1999)
- Institut estonien
- Estonica, encyclopédie en estonien, russe et anglais
- Prix littéraires
  - Prix A. H. Tammsaare (1978-)
  - Prix de poésie Juhan-Liiv (1965-)
  - Prix Friedebert-Tuglas (1970-)
  - Prix littéraire Eduard-Vilde (1965-)
  - Prix de la langue Johann-Wiedemann (1989-)
  - Prix de l'Assemblée balte pour la littérature, les arts et la science (en)

## Autres langues
- Langues en Estonie, Langues dans les pays baltes
- Latin, Latin médiéval, Latin humaniste, Latin ecclésiastique, Néolatin
- Littérature yiddish
- Littérature de langue allemande
- Littérature russe

Deux écrivains mulgi significatifs sont : August Kitzberg (en) (1855-1927) et Nikolai Baturin (en) (1936-2019).

#### Anthologies
- Antoine Chalvin (éd.), Les hirondelles : anthologie de nouvelles estoniennes contemporaines, traduites de l'estonien par Yves Avril, Hélène Challulau, Antoine Chalvin, Fanny Marchal, Jean-Pierre Minaudier, Jean-Luc Moreau et Jean Pascal Ollivry, Caen, Presses universitaires de Caen, 2002.  (ISBN 2841331822)
- L'Esprit de la Forêt, contes estoniens et seto, sélectionnés et commentés par Risto Järv, traduits de l'estonien par Eva Toulouze, José Corti, 2011 (ISBN 978-2-7143-1066-8)
- (en)  Benedikts Kalnačs, Jūratė Sprindytė, Jaan Undusk (éd.), Three hundred Baltic writers : Estonia, Latvia, Lithuania : a reference guide to authors and their works, textes traduits en anglais par Diana Bartkutė Barnard, Anna Reynolds et Triin Sepp, Vilnius : Institute of Lithuanian literature and folklore, 2009.  (ISBN 978-9955-698-99-9)
- (en) Jan Kraus (éd.), The Dedalus Book of Estonian Literature, traductions d'Eric Dickens, Dedalus Ltd., 2011.  (ISBN 1903517958)

#### Manuels généraux
- (en) Andres Jaaksoo, A guide to the Estonian children's literature, Tallinn, Eesti Raamat, 1987.
- (en) Arvo Magi, Estonian literature : an outline, Baltic Humanitarian Foundation, 1968.
- (en) Endel M. Mallene, Estonian literature in the early 1970s : authors, books, and trends of development, Tallinn, Eesti Raamat, 1978.
- (en) Endel Nirk, Estonian literature: historical survey with biobibliographical appendix, Tallinn, Eesti Raamat, 2e édition 1987.
- (en) H. Peep, Soviet Estonian literature, Tallinn, Eesti Raamat, 1967.